# Pittura infamante

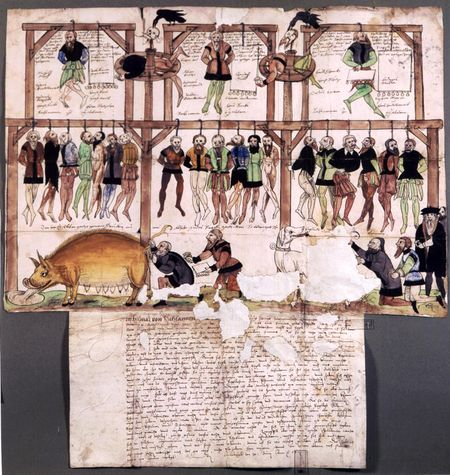
Pintura infamante

La pintura difamatoria ("pittura infamante" [pitˈtuːra iɱfaˈmante] en italiano; en plural pitture infamanti) es un género de pintura y relieve de carácter difamatorio, común en las ciudades estado del centro y norte de la península itálica durante el Renacimiento italiano.
Entre los sujetos frecuentemente representados en la pittura infamante se hallan traidores, ladrones y aquellos culpables de una quiebra o un fraude público, a menudo en casos en los cuales no era posible ningún remedio legal. Comisionadas por los gobiernos de las ciudades estado y mostradas en centros públicos, eran una forma de "justicia municipal" (o "arte forense") y un medio para luchas políticas internas.
Según el académico Edgerton, el género empezó a declinar precisamente cuando fue considerado como una forma de arte en vez de un tipo de efigie, pues su poder radicaba en la vergüenza que provocaba a la persona representada, en una sociedad que se regía por un código de honor de origen feudal. Como tal, la pittura infamante tenía su raíces en las doctrinas de fama e infamia del antiguo Derecho romano.
Rodolfo II de Varano, que desertó del ejército pontificio durante la Guerra de los Ocho Santos, fue representado en una horca atada al cuello de un demonio.